# 袁进琳
袁进琳（1956年10月—），宁夏海原人。中国共产党党员。宁夏大学毕业，公共管理专业在职研究生学历。历任宁夏回族自治区扶贫扬黄灌溉工程建设总指挥部副总指挥，自治区水利厅副厅长、厅长，自治区发展和改革委员会主任等职。2008年起担任全国人大代表。2013年1月当选宁夏回族自治区十一届人大常委会秘书长。